# 클라드노구

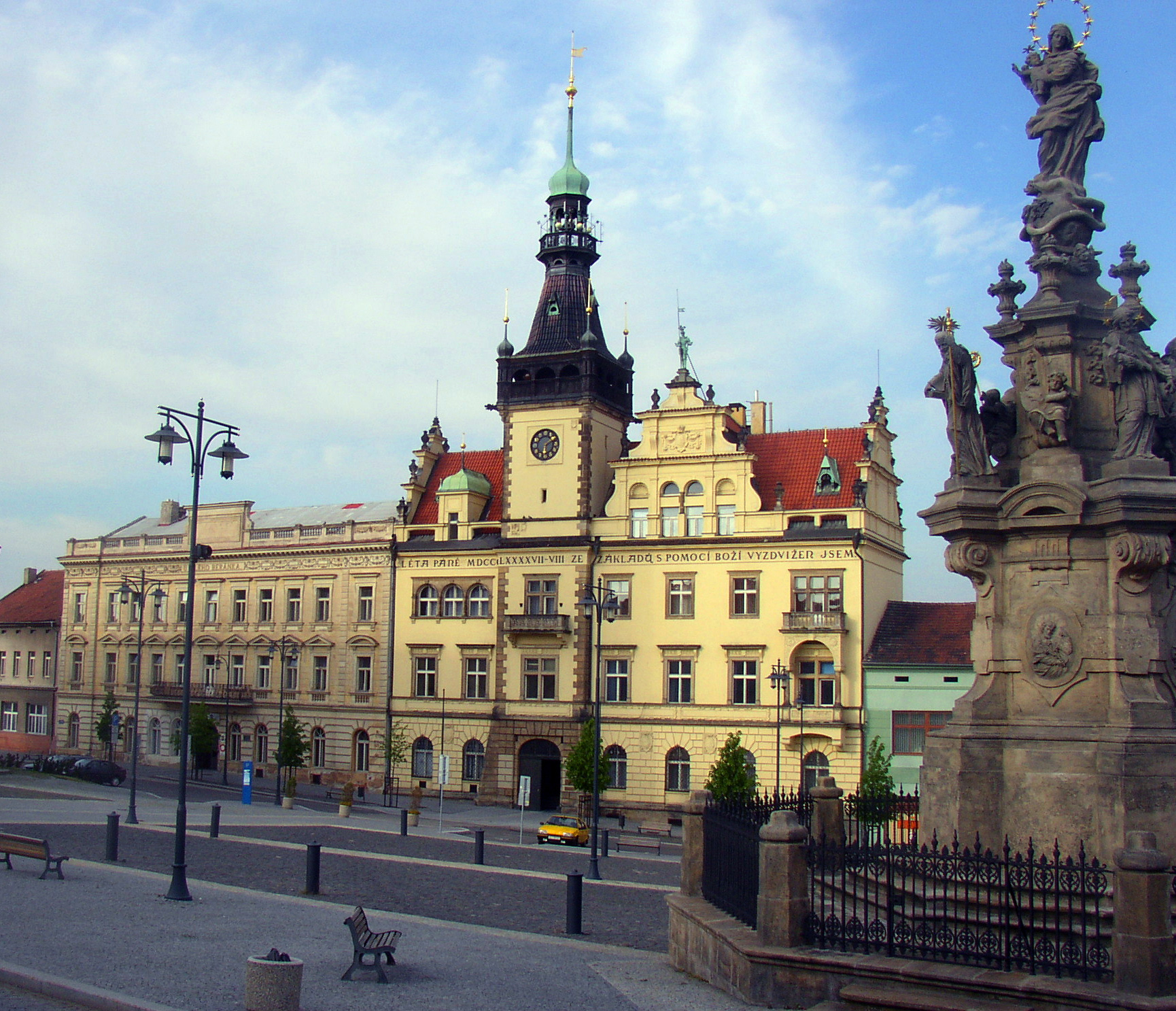
클라드노 시청

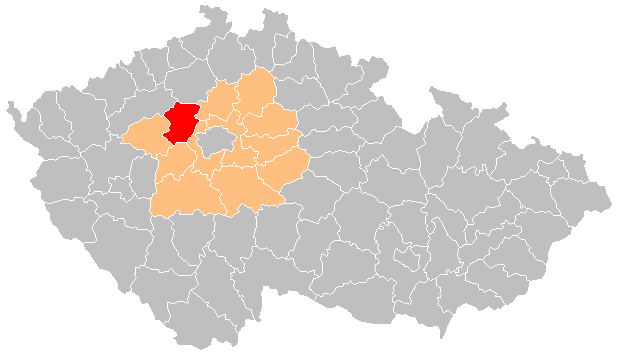
클라드노구의 위치

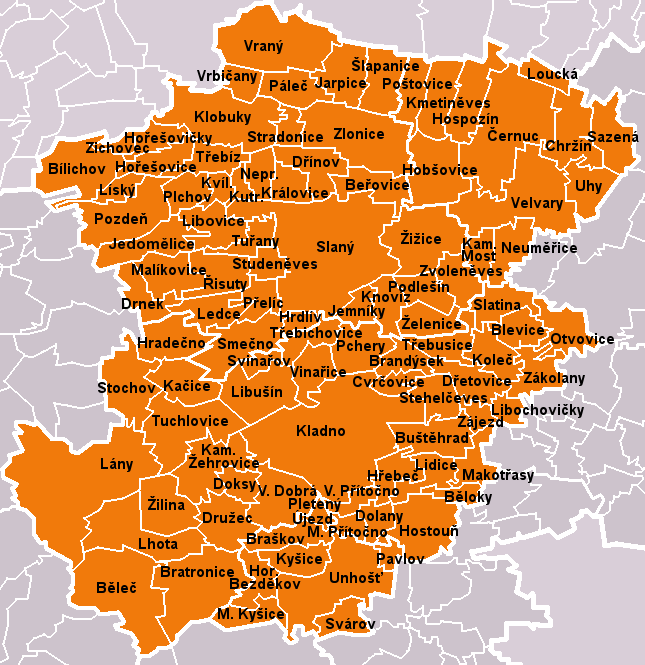
클라드노구가 관할하는 지방 자치체

클라드노구(체코어: Okres Kladno)는 체코 중앙보헤미아주를 구성하는 12개 구 가운데 하나로 행정 중심지는 클라드노이며 면적은 719.61km2, 인구는 165,271명(2019년 1월 1일 기준), 인구 밀도는 230명/km2이다.
중앙보헤미아주 북서부에 위치하며 100개 지방 자치체(10개 시, 90개 마을)를 관할한다. 중앙보헤미아주 라코브니크구, 서프라하구, 베로운구, 멜니크구, 우스티주 로우니구, 리토메르지체구와 접한다.